# Donja Sipulja
Donja Sipulja (Servisch cyrillisch Доња Сипуља) is een plaats in de Servische gemeente Loznica. De plaats telt 244 inwoners (2002).